# Didier Lockwood
Didier Lockwood (11. února 1956 – 18. února 2018) byl francouzský houslista. V letech 1974 až 1976 působil ve skupině Magma, s níž občasně hrál i později. V roce 1979 vydal své první sólové album s názvem New World. Později vydal řadu dalších alb. Během své kariéry spolupracoval s mnoha dalšími hudebníky, mezi něž patří například Billy Hart, Manu Dibango a François Bréant. Zemřel na infarkt ve věku 62 let. Svůj poslední koncert odehrál den před úmrtím.

## Didier Lockwood a Česká republika
Didier Lockwood vystoupil spolu s kytaristy Christianem Escoude, Philipem Catherine jako hlavní hvězda jednoho z koncertů XV. Mezinárodního jazzového festivalu Praha dne 21. října 1984 v pražské Lucerně.